# 고사계
고사계(高舍鷄, ?~?)는 고구려 출신의 당나라 장수이며 고선지의 아버지이다.

## 생애
고구려 말기 장수로 활동하다 고구려가 멸망하자 입당한 것으로 보인다. 
당나라 장수로 활동하며 많은 공을 세워 안서(安西)의 하서군(河西軍) 
사진교장(四鎭校將)의 자리에 올라 후일 고선지가 유격장군(遊擊將軍)에
오를 수 있는 기반을 만들어 주었다..

## 고사계이 등장하는 작품
- 《삼국기》(KBS, 1992년~1993년 배우:이기철
- 《대조영》(KBS, 2006년~2007년 배우:김주영

## 같이 보기
- 고구려
- 걸걸중상